# Sina Kostorz
Sina Kostorz (* 18. August 1990 in Zwickau) ist eine deutsche Volleyballspielerin.

## Karriere
Sina Kostorz wurde im sächsischen Zwickau geboren und wuchs im südafrikanischen Port Elizabeth auf. Zurück in Zwickau fing sie beim Eckersbacher Volleyballverein 2005 mit dem Volleyballspielen an. Als Talent entdeckt ging sie nach Berlin an das Coubertin-Gymnasium, der „Eliteschule des Sports“, mit dessen Volleyballmannschaft sie 2006 in Poreč ISU Schulweltmeister wurde. Kostorz spielte bei der SG Rotation Prenzlauer Berg und beim VC Olympia Berlin, wo die deutsche Volleyball-Nationalmannschaft der Juniorinnen in der Bundesliga bzw. zweiten Liga antritt. Mit der Jugendnationalmannschaft gewann sie bei der Jugend-EM 2007 die Goldmedaille. Bei der Juniorinnen-Weltmeisterschaft 2009 in Mexiko holte Sina Kostorz mit dem deutschen Team den WM-Titel. In der Saison 2009/10 spielte sie beim Bundesligisten USC Münster. Danach wechselte sie zum Ligakonkurrenten Allgäu Team Sonthofen, mit dem sie in die zweite Bundesliga Süd abstieg und hier zweimal in Folge Platz drei belegte. Nach einem Jahr Auszeit wegen eines medizinischen Praktikums im chinesischen Shanghai spielte Kostorz 2014/15 beim Zweitligameister NawaRo Straubing und gewann hier erneut die Meisterschaft. Danach wechselte sie in die 2. Bundesliga Nord zum TV Gladbeck. Von 2017 bis 2021 spielte Sina Kostorz beim RC Borken-Hoxfeld und lief dort für die Skurios Volleys Borken in der 2. Volleyball-Bundesliga auf. 2019 gewann sie die Meisterschaft der 2. Bundesliga Nord.

## Berufliches
Kostorz hat eine Praxis für Traditionelle Chinesische Medizin, Akupunktur und Gesundheitspsychologie im niederländischen Enschede.